# San Martinico
San Martinico (en euskera: Martin Txiki o San Martin Txiki) es un pícaro de la mitología aragonesa y vasconavarra. No debe confundirse con el martinico, un duende de la mitología popular española.

## Leyenda
Martin Txiki consiguió robar, por medio de tretas, los secretos de la arquitectura, música, agricultura, herrería y la vida sedentaria de los basajaun.
Este trickster probablemente lo creara la imaginación popular como arquetipo de los sanadores celtibéricos de la zona del Moncayo (más en concreto de los de San Martín de la Virgen de Moncayo), que viajaban a tierras vasconas y/o pirenaicas a curar a los enfermos con herramientas de bronce, cobre y hierro, materiales todos ellos desconocidos para los primitivos vascones y pueblos pirenaicos afines.
Se cuenta que los basajaun tenían montones de trigo guardados para sembrar en la época en la que la humanidad desconocía los principios de la agricultura. San Martinico apostó con los basajaun que era capaz de saltar por encima de los enormes montones. San Martinico perdió la apuesta, pero algunos granos de cereal quedaron dentro de sus botas, de esa manera logró hacer llegar el cereal a los hombres.
Ya tenía el ser humano la semilla del trigo; pero no sabían la época de la siembra. Un día se arrimó San Martinico a la cueva de los basajaun, y escuchó una canción que salía de las profundidades: «si los hombres supieran esta canción, bien se aprovecharían de ella: al brotar la hoja, siémbrese el maíz; al caer la hoja, siémbrese el trigo; por San Lorenzo, siémbrese el nabo». Así fue cómo supo la humanidad ciertos principios agrícolas, además de la música.
En otra ocasión mandó a un niño a hablar con los basajaun para que les dijera que ya sabía cómo se fabricaba una sierra. Uno de los basajaun le dijo que entonces San Martinico debía de haberse fijado en la hoja del castaño; así fue como indirectamente se enteró San Martinico de cómo se fabricaban las herramientas para trabajar la madera.
Al enterarse el basajaun de esto bajó de noche a casa de San Martinico y torció alternativamente los dientes de la sierra, queriendo así inutilizarla. Sin embargo lo que hizo fue mejorarla, y así se inventó la sierra triscada.
En otra ocasión mandó San Martinico un pregonero a los basajaun diciendo que ya sabía cómo soldar el hierro con el acero. Entonces el basajaun le dijo: "Ah, sin duda mojó con agua arcillosa ambas piezas", a lo que respondió el pregonero: "No lo hizo, pero así lo hará", enterándose de ese modo de la técnica de emplear como fundente la arcilla con agua.
Con el mismo tipo de treta de pregonero mediante se enteró de que el eje del molino debía de ser de tilo en vez de roble, que se desgastaba muy rápidamente, así pues los hombres empezaron a beneficiarse del uso del molino en todo el mundo.